# Myrmeleon nigritarsis
Myrmeleon nigritarsis är en insektsart som först beskrevs av Navás 1920.  Myrmeleon nigritarsis ingår i släktet Myrmeleon och familjen myrlejonsländor. Inga underarter finns listade i Catalogue of Life.